# 맨속갈비사이근
맨속갈비사이근(innermost intercostal muscle) 또는 최내늑간근은 갈비사이근의 한 층이다. 'Intima of the internal intercostal muscles'라고 불리기도 한다. 가슴의 가장 깊은 근육층이며 속갈비사이근의 섬유와 평행한 방향인 수직 방향으로 주행하는 골격근 섬유를 가진다. 각 갈비사이공간의 중간에만 존재하며, 가슴우리의 위쪽에는 종종 존재하지 않기도 한다. 갈비사이신경과 갈비사이혈관, 속갈비사이근이 존재하는 면의 깊은 곳에 맨속갈비사이근이 놓여 있다. 가로막은 맨속갈바사이근과 연속되어 있다.

## 추가 이미지

빨간색으로 그려진 맨속갈비사이근.
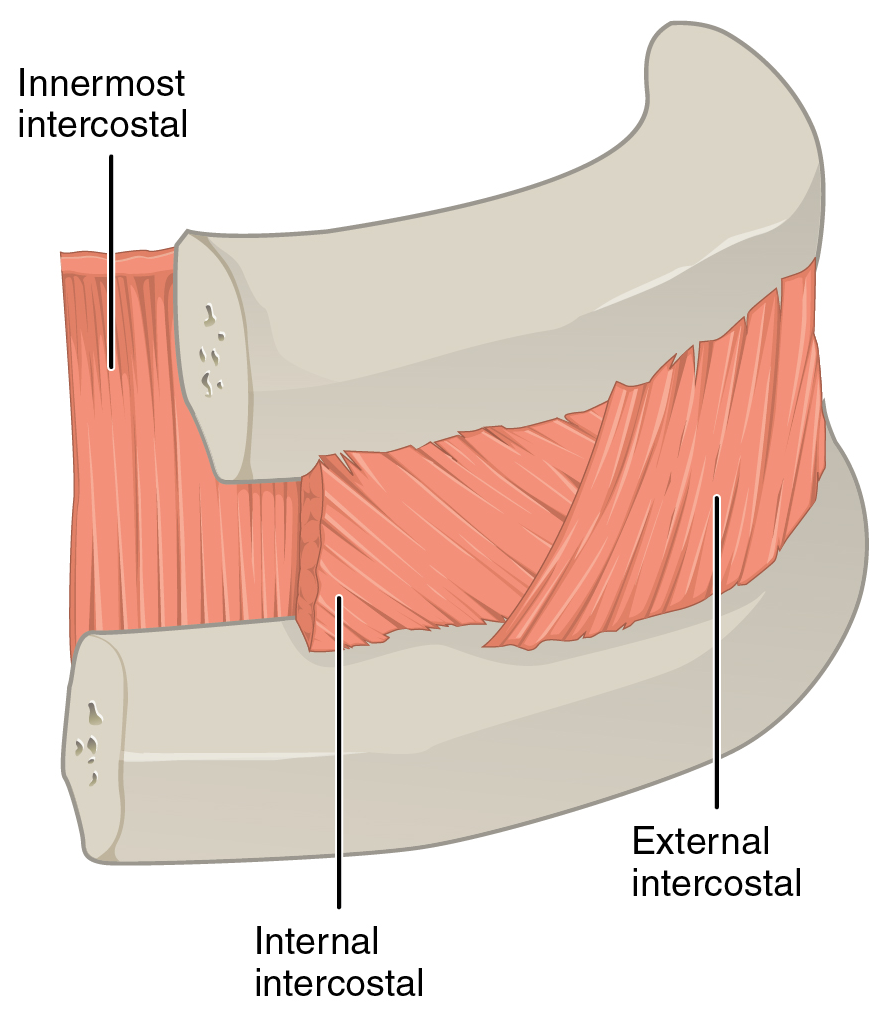
왼쪽 가슴벽을 잘라 갈비사이근의 세 층을 보여준 그림.